# Îles Gemini
Les îles Gemini sont un groupe de rochers dans la mer Tyrrhénienne, faisant partie de l'archipel toscan. Les îlots sont très proches de la côte ouest du promontoire de Capo Calamita sur l'île d'Elbe, dans la municipalité de Capoliveri et dans le Parc national de l'archipel toscan. Les îlots sont situés sur la plage d'Innamorata, d'où ils sont également accessibles à la nage.

## Plongée sous-marine
Les profondeurs proches des îles Gemini sont très appréciées des amateurs de plongée. Ici, en effet, ils peuvent trouver, parmi de petites grottes et des arches naturelles, des formes biologiques diverses et intéressantes, telles que les Parazoanthus axinellae (anémones avec leur forte couleur jaune) et les Chromis chromis (demoiselles bleues), ainsi que le serranus scriba (la perche de mer).
On y trouve également un grand nombre de nudibranchias, comme la flabellina, le felimare picta et le doris dalmatien à la livrée blanche tachetée de noir, l'éponge rouge Petrosia ficiformis. Le long du côté nord-ouest des îles, là où les fonds marins commencent à se dégrader, vous pouvez à la place observer diverses gorgones, homards et de nombreux Anthias anthias.

## Galerie

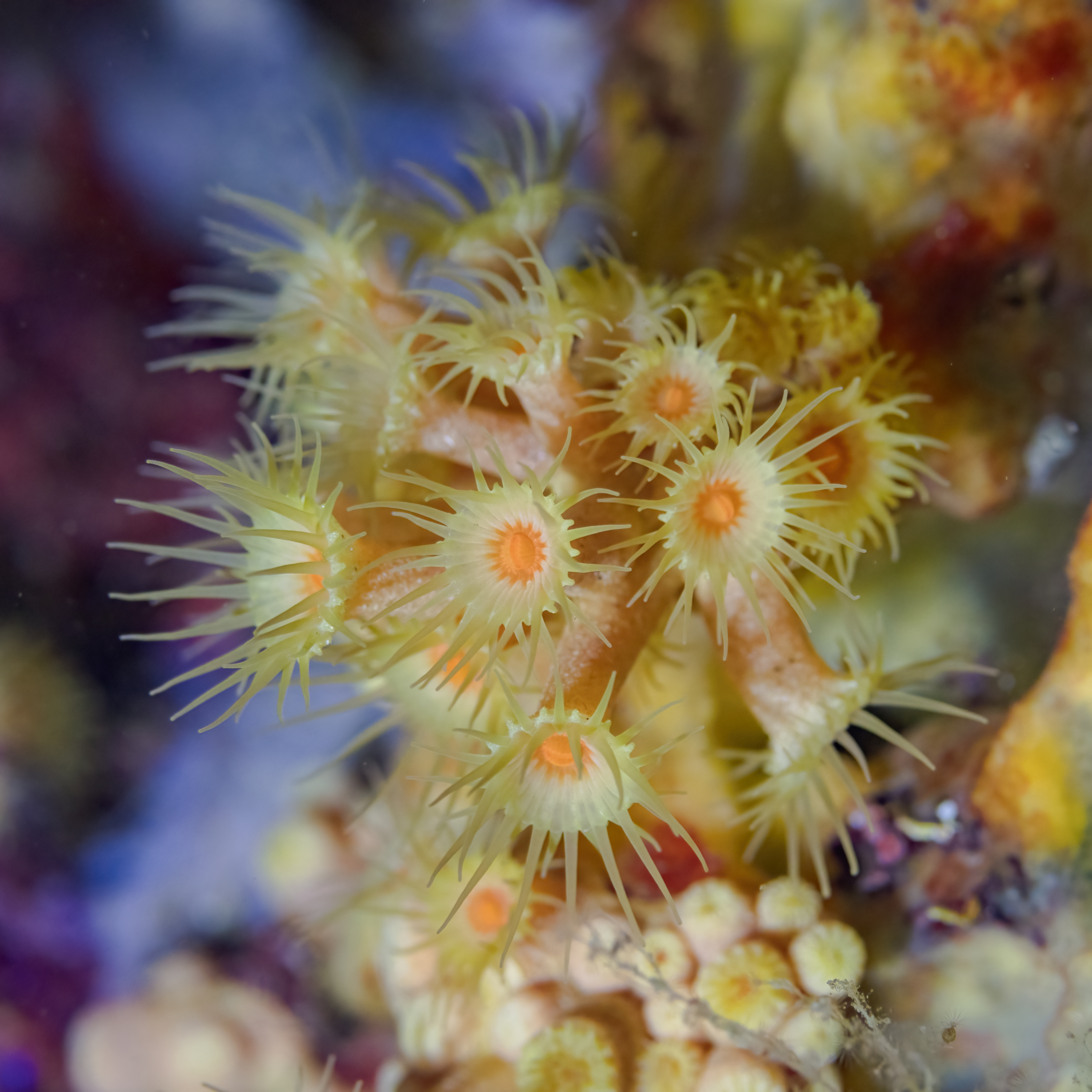
Anémone jaune
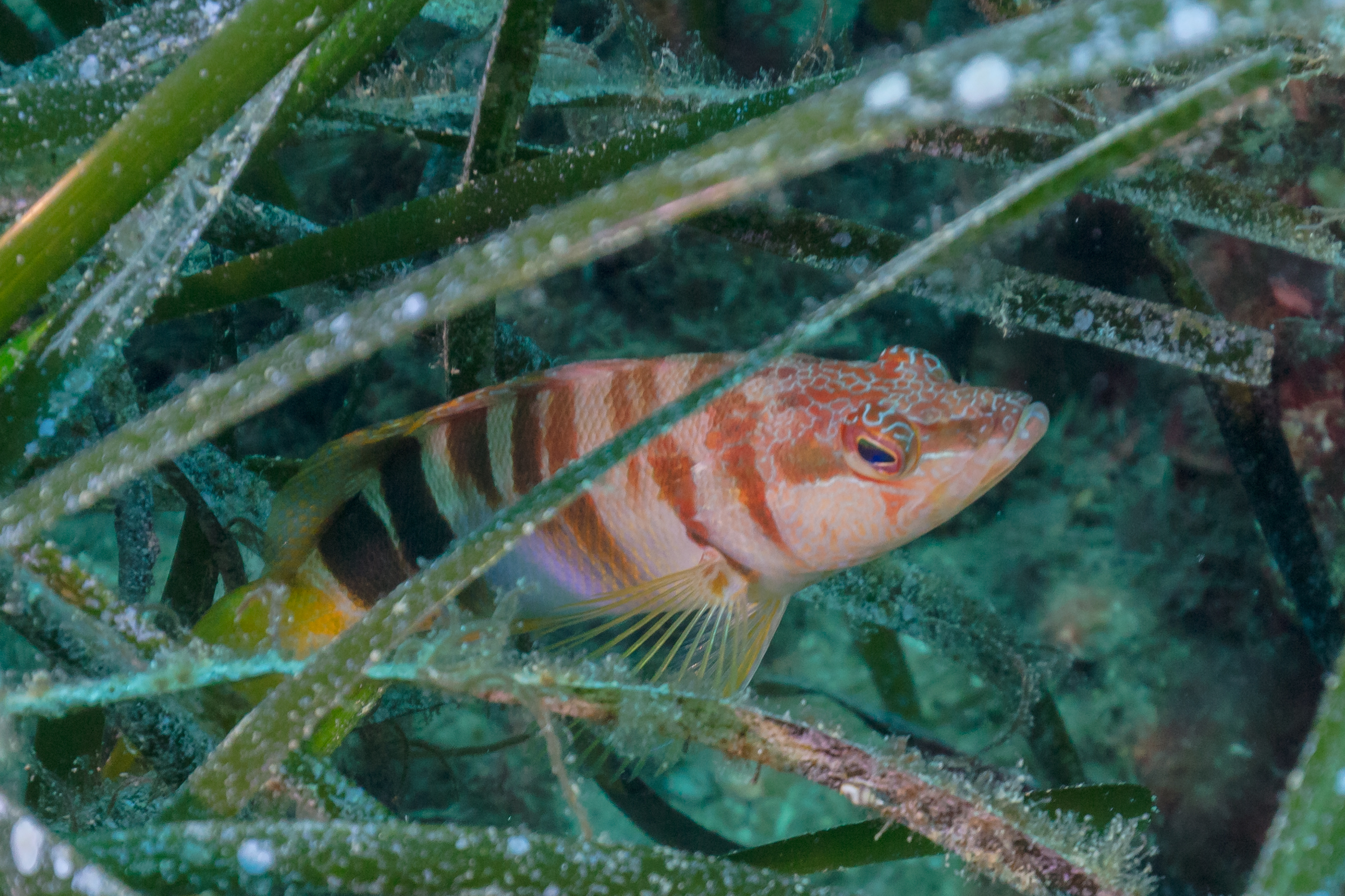
La perche de mer
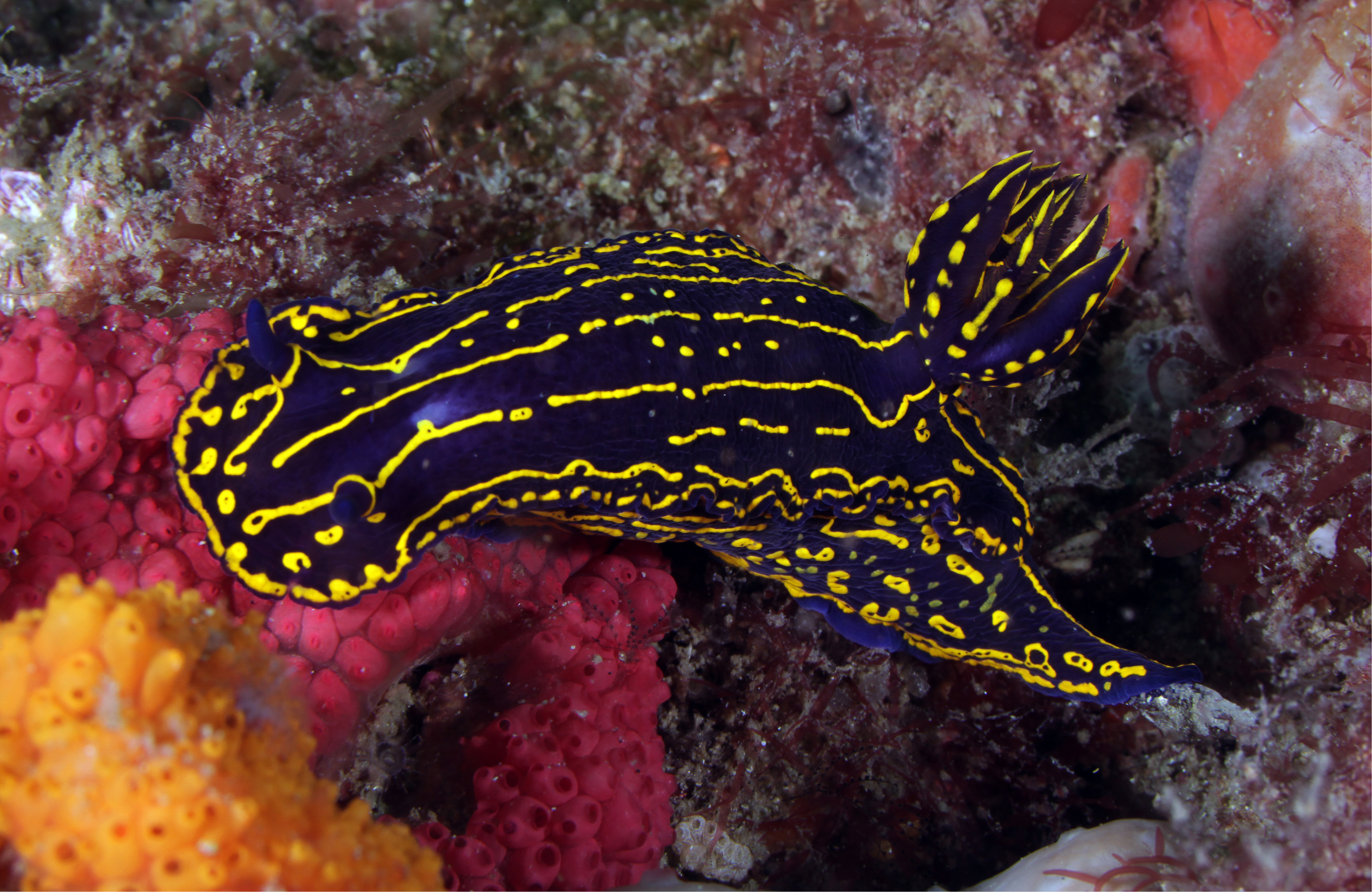
Felimare picta

### Sources de traduction
- (it) Cet article est partiellement ou en totalité issu de l’article de Wikipédia en italien intitulé « Isole Gemini » (voir la liste des auteurs).